# Ломакович Світлана Володимирівна
Ломакович Світлана Володимирівна (дівоче — Чебан; нар. 19 грудня 1947) — учений-мовознавець, автор підручників, фахівець з освітніх вимірювань, педагог. Доктор філологічних наук (1994), професор (2001).

## Навчання
Навчалася в школі № 7 м. Харкова.
Вищу освіту здобула в Харківському державному педагогічному інституті імені Г. С. Сковороди за спеціальністю «російська мова та література».
Аспірант Московського державного університету імені М. В. Ломоносова. Дослідження на здобуття наукового ступеня кандидата філологічних наук на тему «Семантична організація займенниково-співвідносних ототожнювальних речень» здійснювала під керівництвом професора В.А. Бєлошапкової — однієї з основоположниць структурно-семантичного синтаксису в слов'янському мовознавстві. Під час навчання мала нагоду спілкуватися з багатьма видатними філологами, як-то Ю. Д. Апресяном, Н. Д. Арутюновою, М. В. Пановим, О. А. Земською, І. С. Ільїнською, Д. М. Шмельовим, Є. М. Ширяєвим, та ін., а також із науковцями — представниками синтаксичної школи В. А. Бєлошапкової (С. О. Шувалова, Г. І. Володіна, Т. В. Шмельова, В. С. Халізєва та ін.).

## Професійна діяльність
Професійну діяльність почала з вчителювання: викладала мову й літературу в Пархомівській СШ Краснокутського району Харківської області (1972—1973), спеціалізованій школі № 3 м. Харкова (1973—1975).
У 1975—1977 роках працювала молодшим науковим співробітником науково-дослідного сектору з проблем розвивального навчання при кафедрі психології Харківського державного університету. У межах науково-дослідної діяльності сектору, який займався розробкою нової для радянської психодидактики системи розвивального навчання рідної мови, співпрацювала з відомими представниками відповідного напряму В. В. Рєпкіним, П. С. Жедек, О. К. Дусавицьким та ін. Науково-методичні напрацювання були використані під час створення підручників і робочих зошитів з української й російської мов для початкової школи за системою розвивального навчання Ельконіна–Давидова та методичних посібників для вчителів, що провадять навчання в початкових класах за цією методикою.
У 1977—1978 роках працювала на кафедрі російської мови Харківського державного педагогічного інституту імені Г. С. Сковороди асистентом, 1982—1985 роках — старшим викладачем, 1985—1989 роках — доцентом. У 1989—1991 роках завідувала кафедрою загального і російського мовознавства.
Протягом 1991—1995 років працювала доцентом кафедри загального й українського мовознавства Тернопільського державного педагогічного інституту імені В. Гнатюка.
1994 року захистила докторську дисертацію на тему «Займенниково-співвідносні речення в сучасній українській мові» в Київському національному університеті імені Тараса Шевченка. У 1995—2000 роках була професором, а в 2000—2007 роках завідувачем кафедри українознавства Харківського державного педагогічного університету імені Г. С. Сковороди.
У 2007—2017 роках працювала професором кафедри журналістики Харківського національного університету імені В. Н. Каразіна.
Із 2006 р. працює в системі Українському центрі оцінювання якості освіти: методист науково-методичного відділу Харківського регіонального центру оцінювання якості освіти, провідний науковий співробітник наукового відділу, відділу досліджень та аналітики Українському центрі оцінювання якості освіти.

## Наукова діяльність
У колі наукових інтересів — синтаксис української та російської мов, методика викладання мови в початкових класах, оцінювання навчальних досягнень з мови й читання.
Займається дослідженнями різнорівневої організації складного речення — формально-синтаксичної, семантико-синтаксичної та власне семантичної, результати яких збагатили вітчизняну синтаксичну думку обґрунтуванням структурно-семантичної єдності займенниково-співвідносних поліпредикативних конструкцій і визнанням їх як окремого типу в системі складного речення. Має наукові досягнення в галузі семантичного синтаксису й прагматики. Відома як автор ідеї про асиметричну природу синтаксичних одиниць, реалізовану в дослідженні різних за типом синтаксичних конструкцій, зокрема у висвітленні ролі цих конструкцій як фрагментів дискурсу. Створила синтаксичну наукову школу, підготувавши 10 кандидатів наук (М. С. Заоборна (1997), О. В. Ткач (2000), М. В. Арделян (2002), О. В. Нітенко (2003), Т. М. Спільник (2004), П. Б. Ткач (2004), М. М. Греб (2005), С. М. Глазова (2005), І. Ю. Шкіцька (2005), І. В. Компанієць (2017), які займаються питаннями структурно-семантичного й функціонального синтаксису української мови, семантики та прагматики. Розробляє концепцію компетентнісного навчання рідної мови. Займається проблемами розвивального навчання української й російської мов.

## Науково-методична діяльність
Досвід учителювання в середній школі й викладання філологічних дисциплін у вищій школі, ґрунтовне знання принципів і методів розвивального навчання, глибоке розуміння мови сприяли тому, що в наприкінці 90-х рр. ХХ ст. С. В. Ломакович долучилася до розробки навчальних посібників, підручників із української та російської мов.
У 2000–2004 рр. підручник із російської мови для початкових класів, створений у співавторстві з Л. І. Тимченко, став переможцем у конкурсі підручників нового покоління для середньої школи, що проводився Національним фондом підготовки кадрів і Міністерством освіти Росії.
З того часу з'явилися комплекси підручників із російської мови для молодшої школи за методикою розвивального навчання (видавництво «Віта-Прес», м. Москва), підручників із російської мови для традиційних шкіл (видавництво «Дрофа», м. Москва), підручників з української мови для молодшої школи за методикою розвивального навчання (видавець СПДФО Бурдов, видавництво «Факт», м. Харків). Комплекси були неодноразово перевидані в Україні й за кордоном. У цей час із метою поширення ідей розвивального навчання проводила семінари з педагогами-словесниками України, Білорусі, Росії.
У 2005–2017 рр. займалася питаннями розробки програмових вимог зовнішнього незалежного оцінювання (ЗНО) з української мови, специфікації тестів з української мови, тестових завдань і критеріїв оцінювання відкритих тестових завдань. Крім цього, брала активну участь у розробці методології тестування загальних навчальних правничих компетентностей (тест загальних навчальних правничих компентностей — ТЗНПК) (2015–2017 рр.), моніторингового дослідження читацької компетентності учнів початкової школи (2016–2017 рр.). Результати діяльності в галузі освітніх вимірювань відбиті в низці статей із питань зовнішнього незалежного оцінювання й моніторингових досліджень та навчальних посібників.

## Відзнаки
- Нагрудний знак Міністерства освіти і науки України «Відмінник освіти» (2017).
- Диплом конкурсу «Вища школа Харківщини — кращі імена» (2001, 2005).
- Почесний диплом Міжнародної асоціації «Розвивальне навчання» (2004).
- Диплом конкурсу «Учебники нового поколения» (Національний фонд підготовки кадрів та Міністерство освіти Росії) (2001–2004).